# Quách Quý phi (Minh Nhân Tông)
Cung Túc Quý phi (chữ Hán:恭肅貴妃; ? – 1425), họ Quách, là một phi tần rất được sủng ái của Minh Nhân Tông Chu Cao Sí. Bà cũng nổi tiếng là vị phi tần dù sinh được nhiều hoàng tử cho nhà vua nhưng vẫn bị bức ép để tuẫn táng.

## Cuộc đời
Quách Quý phi là con gái của Vũ Định hầu Quách Minh, nhậm chức Điển bảo trong phủ Liêu vương Chu Thực. Quách Minh là con thứ của Doanh Quốc công Quách Anh, một trong những khai quốc công thần nhà Minh. Quách Quý phi còn một em gái được gả làm thiếp cho phế vương Chu Cao Hú, em của Nhân Tông. Có thể thấy, Quách Quý phi có gia thế hiển hách không hề kém cạnh Trương Hoàng hậu của Nhân Tông.
Quách thị theo hầu Minh Nhân Tông từ khi ông còn ở Tiềm để, nhờ tư sắc diễm lệ nên gần như độc sủng. Khi lên ngôi, Nhân Tông liền lập bà làm Quý phi (貴妃), địa vị chỉ dưới mỗi Trương Hoàng hậu.
Quách Quý phi lần lượt sinh hạ được 3 hoàng tử, Đằng Hoài vương Chu Chiêm Khải, Lương Trang vương Chu Chiêm Vỹ và Vệ Cung vương Chu Chiêm Diên. Đằng vương Chiêm Khải, con trưởng của Quách Quý phi, cũng mất cùng năm đó, khoảng 3 tháng sau khi vua cha qua đời. Cả 3 người con trai của Quách phi đều không có con nối dõi, trừ Lương vương Chiêm Vỹ có hai con gái do thiếp thất sinh ra.
Năm 1425, Minh Nhân Tông qua đời khi trị vì chưa tròn một năm, Quách Quý phi mất đi chỗ dựa vững chắc nhất. Theo chính sử thì bà được ghi là bị tuẫn táng cùng Nhân Tông, thụy là Cung Túc (恭肃).
Mặc dù thân thế xuất chúng lại sinh hạ nhiều hoàng tử, không rõ vì sao Quách thị vẫn bị tuẫn táng. Trong khi đó, nhiều cung phi khác của Nhân Tông vẫn được đặc ân không bị tuẫn táng, như Lý Hiền phi sinh được đến 4 người con.
Một giả thiết được đặt ra, rất có thể Trương Hoàng hậu đã bức ép bà do sẵn lòng ghen ghét từ trước. Còn theo dã ký (ghi chép các sự kiện không có trong chính sử hoặc lời đồn đại) thì trong một buổi sinh nhật của Quách phi, Nhân Tông và Trương hậu cùng đến dự, Quách thị dâng rượu cho Trương hậu nhưng hoàng hậu không uống. Nhìn thấy phản ứng của Trương hậu, Nhân Tông không vui bảo rằng: "Hậu có nghi ngờ gì sao?" rồi uống cạn sạch ly rượu của bà. Quách phi tái mặt, muốn can ngăn nhưng đã quá muộn, Nhân Tông đã lăn ra chết. Quách phi sau đó cũng tự sát chết theo.